# 王伟 (1949年)
王伟（1949年—），男，山西朔县（今山西省朔州市朔城区）人，中国人民解放军中将。第十二届全国政协常务委员。

## 生平
王伟毕业于中国人民解放军政治学院。2003年，接替沙显明，担任沈阳军区空军政治委员。2004年，授予空军中将军衔。2006年，接替尹庆立，担任南京军区空军政治委员。2012年退役。